# DA PUMP
DA PUMP（日语：／ Da Panpu */?）是日本男子歌舞演唱組合，所屬經紀公司為RISINGPRO，所屬唱片公司為愛貝克思旗下廠牌SONIC GROOVE。1996年出道時團員為4人，均出身自沖繩縣和沖繩演藝學校经过多次团员更迭，目前团员共有6人，其中團長ISSA為僅有的創團成員。

## 概要
1996年9月，邊土名一茶（ISSA）、玉城幸也（YUKINARI）、奧本健（KEN）和宮良忍（SHINOBU）四人在出身地沖繩相會，於11月到東京組成DA PUMP。1997年，由m.C.A.T（富樫明生）製作的首張單曲「Feelin' Good -It's PARADISE-」透過愛貝克思的新廠牌avex tune發行。DA PUMP在初期以m.C.A.T的歌曲為中心，發表數首改編歌詞和曲名的單曲。1998年，DA PUMP發行第五張單曲「Rhapsody in Blue」並初次登上NHK红白歌合战，並在此後直至2002年，連續五年出場。
DA PUMP四名成員出道以來都是自行編舞，沒有雇用專屬的編舞老師。在此之前，男子團體幾乎都是來自偏向偶像路線傑尼斯事務所，DA PUMP出道後的人氣帶來了新的氣象。繼DA PUMP之後，w-inds.、FLAME、Lead等偏向歌舞系的男子團體陸續接連出道。w-inds.在出道時便是以「DA PUMP的師弟」為號召進行演出，也在彼此的現場演唱會上擔任開場來賓。
2005年2月20日，DA PUMP成員SHINOBU因酒後駕車遭逮捕，暫停活動3個月；3個月後，以「心情整理得不夠充分」為由繼續暫停活動。2006年4月7日，DA PUMP成員SHINOBU正式在官方網站上宣布退團，從此開始以個人的形式活動。
2008年12月17日，成員YUKINARI也宣布退團，DA PUMP自此僅剩兩名團員。DA PUMP隨即於隔天（2008年12月18日）在官方網站上宣布，將從2009年春天起加入七名新成員，正式成為九人的團體。新加入的七名成員和ISSA一樣擔任舞者和演唱的角色，其他成員則以KEN為中心挑戰各種不同類型的舞蹈。
2009年12月5日，成員KEN以發展方向不同為由宣布退出，結成當時的成員僅剩ISSA。
2018年，以單曲《U.S.A.》（該年6月6日發行）再次走紅，並以該曲出場第69回NHK紅白歌合戰，為相隔16年後第6次出演NHK紅白歌合戰。
2019年8月，去往台湾參加「超犀利趴10」。
2021年4月1日，DA PUMP4月1日在官网发布公告，宣布组合成员DAICHI（本名：加藤大地）因宿疾疝气症状恶化将于4月底退出组合活动并停止演艺活动。
- ISSA（日语：ISSA (歌手)）（團長）

本名：邊土名一茶（1978年12月9日出生）。沖繩市出身，血型B型。為DA PUMP的團長，在團體中負責歌唱。目前唯一的創團成員。
- KENZO

本名：中村朋揮（1985年1月21日出生）。福岡縣宮若市出身，血型O型。鎖舞（lock）團體SHUFFLE!!、SECLET GEUST、ALL GOOD FUNK的成員。在英國「B-Boy Championships World Finals 2008」的鎖舞比賽「LOCKIN' 2ON2 BATTLE」中排名世界第二。
- TOMO

本名：谷口知廣（1981年2月2日出生）。愛知縣出身，血型AB型。同時也是舞蹈團體Weider Boyz、Kamikaze Clownz的團員。
- KIMI

本名：近藤公貴（1983年4月14日出生）。神奈川縣横濱市出身，血型B型。舞蹈團體Kamikaze Clownz的團員。
- YORI

本名不詳（1980年2月9日出生）。廣島縣出身，血型AB型。舞蹈團體Afroism的團員。
- U-YEAH

本名：谷本裕也（1983年9月17日出生）。東京都出身，血型A型。舞蹈團體Weider Boyz、Scream的團員。

### 已退出成員
- SHINOBU

本名：宮良忍（1980年2月15日出生）。沖繩小濱島（八重山郡竹富町）出身，血型O型。原始成員中最年輕的。於2005年2月20日因酒醉駕車遭到逮捕，隔年（2006年）4月7日宣布退團。
- YUKINARI

本名：玉城幸也（1978年11月5日出生）。沖繩那霸市出身，血型O型。原始成員中最年長的。與前女子偶像西田夏在2004年2月1日結婚。三年後的2007年12月8日發表正在進行離婚協調，之後在2010年4月16日離婚。2008年12月17日宣布退團。
- KEN

本名：奧本健（1979年12月17日出生）。沖繩浦添市出身，血型O型。2006年7月28日宣布與交往九年的女性（時值30歲）結婚，2007年2月27日宣布產下第一個兒子。2009年12月5日宣布退團。
- KAZUMA

本名：山根和馬（1984年3月6日出生）。神奈川縣橫濱市出身，血型A型。同時也是舞蹈團體Weider Boyz的團員。
- DAICHI

本名：加藤大地（1988年12月4日出生）。栃木縣出身，血型A型。2021年4月1日退团，停止演艺活动。

## 獲獎
- 第12回日本金唱片大獎 最佳日本年度新藝人（1998年）
- 第31回日本有線大獎 有線音樂獎（1998年）
- 美源髮采「Hair Colour Link Award 2000」藝人特別賞
- 第33回日本有線大獎 有線音樂獎：「if...」（2000年）
- 第34回「All Japan Request Awrds」Gold Request 獎「All My Love to You」（2001年）To You」
- 第40回日本唱片大獎（1998年）優秀作品獎：「Rhapsody in Blue」
- 第42回日本唱片大獎（2000年）優秀作品獎 得獎曲：「if...」
- 第43回日本唱片大獎（2001年）金獎 得獎曲：「Steppin' and Shakin」
- 第45回日本唱片大獎（2003年）金獎 得獎曲：「Night Walk」
- 第46回日本唱片大獎（2004年）金獎 得獎曲：「胸焦がす...」
- 第60回日本唱片大獎（2018年）特別獎、優秀作品獎 得獎曲：「U.S.A.」

## 作品

### 單曲
1. Feelin' Good -It's PARADISE-（日语：Feelin' Good -It's PARADISE-）（8cm：1997年6月11日、12cm：2003年2月19日）
2. Love Is The Final Liberty（日语：Love Is The Final Liberty）（8cm：1997年10月1日、12cm：2003年2月19日）
3. Stay Together（日语：Stay Together）（8cm：1998年2月18日、12cm：2003年2月19日）
4. ごきげんだぜっ! 〜Nothing But Something〜（日语：ごきげんだぜっ! 〜Nothing But Something〜） （8cm：1998年4月22日、12cm：2003年2月19日）
5. Rhapsody in Blue（日语：Rhapsody in Blue (DA PUMPの曲)）（8cm：1998年6月24日、12cm：2003年2月19日）
6. Around The World（日语：Around The World (DA PUMPの曲)） （8cm：1998年10月21日、12cm：2003年2月19日）
7. Joyful（日语：Joyful）（8cm：1999年3月10日、12cm：2003年2月19日）
8. Crazy Beat Goes On!（日语：Crazy Beat Goes On!）（8cm：1999年6月9日、12cm：2003年2月19日）
9. We can't stop the music（日语：We can't stop the music）（1999年10月20日）
10. I wonder...（日语：I wonder...）（2000年2月9日）
11. Com'on! Be My Girl!（日语：Com'on! Be My Girl!）（2000年5月17日）
12. if...（日语：if... (DA PUMPの曲)）（2000年9月27日）
13. Purple the Orion（日语：Purple The Orion）（2001年1月11日）
14. CORAZON（日语：CORAZON）CORAZON（2001年4月25日）
15. Steppin' and Shakin'（日语：Steppin' and Shakin'）（2001年7月11日）
16. All My Love To You（日语：All My Love To You）（2001年11月7日）
17. RAIN OF PAIN（日语：RAIN OF PAIN）（2002年6月26日） CCCD
18. Night Walk（日语：Night Walk）（2003年7月9日） CCCD
19. Circle of Life（日语：Circle of Life）（2003年11月27日） CCCD
20. GET ON THE DANCE FLOOR（日语：GET ON THE DANCE FLOOR）（2004年5月12日） CD/CD+DVD CCCD
21. 胸焦がす...（日语：胸焦がす...）（2004年9月15日） CD/CD+DVD CCCD
22. Like This（日语：Like This）（2005年6月8日） CD/CD+DVD
23. Bright! our Future（日语：Bright! our Future）（2005年10月26日） CD/CD+DVD
24. ALRIGHT!（日语：ALRIGHT!）（2006年9月27日） CD/CD+DVD
25. Christmas Night（日语：Christmas Night (DA PUMPの曲)）（2006年12月6日） CD/CD+DVD
26. SUMMER RIDER（日语：SUMMER RIDER）（2009年7月15日） CD/CD+DVD
27. Can't get your love/ if... arekarabokura（2011年2月16日） CD/CD+DVD
28. New Position（日语：New Position）（2014年10月8日） CD/CD+DVD
29. U.S.A.（日语：U.S.A. (曲)）（2018年6月6日） CD/CD+DVD/digital
30. 櫻花（日语：桜 (DA PUMPの曲)）（2019年3月6日） CD/CD+DVD/CD+Blu-ray
31. P.A.R.T.Y. ～Universe Festival～（日语：P.A.R.T.Y. 〜ユニバース・フェスティバル〜）（2019年8月7日） CD/CD+DVD/CD+贈品
32. Heart on Fire（日语：Heart on Fire）（2020年3月25日） CD/CD+DVD/CD+Blu-ray/CD+DVD+VR
33. Fantasista〜ファンタジスタ〜（日语：Fantasista〜ファンタジスタ〜）（2019年9月30日） CD/CD+DVD/CD+Blu-ray/CD+DVD+VR
34. Dream on the street（日语：Dream on the street）（2021年3月17日） CD/CD+DVD/CD+Blu-ray/CD+DVD+VR
35. 紡 -TSUMUGI-（日语：紡 -TSUMUGI-）（2021年9月22日） CD/CD+DVD/CD+Blu-ray/CD+DVD+VR

### 專輯
1. EXPRESSION（1998年7月23日）
2. Higher and Higher!（1999年7月28日）
3. BEAT BALL（2000年7月19日）
4. the NEXT EXIT（2002年2月20日）
5. 疾風乱舞 -EPISODE II-（2004年7月7日） CD/CD+DVD
6. LEQUIOS　（2005年12月28日）CD/CD+DVD

#### 精選輯
1. Da Best of Da Pump（2001年2月28日）
2. Da Best Remix of Da Pump（2001年8月29日）
3. Da Best of DA PUMP JAPAN TOUR 2003 REBORN'（2003年11月27日）
4. Da Best of Da Pump＋DVD（2004年3月31日）
5. Da Best of Da Pump 2 plus 4（2006年3月8日） CD/CD+DVD
6. THANX!!!!!!! Neo Best of DA PUMP （2018年12月12日）CD/CD+DVD

### 未發表曲
1. One Step March
2. Underwater

## 外部連結
- 官方网站
- Template:Ameba ブログ
- DA PUMP的X（前Twitter）

1. ↑  . MeMeOn   迷迷音. 2019-08-03  [2019-10-13]. （原始内容存档于2019-12-13） （中文（臺灣））.